# Billete de cincuenta coronas danesas

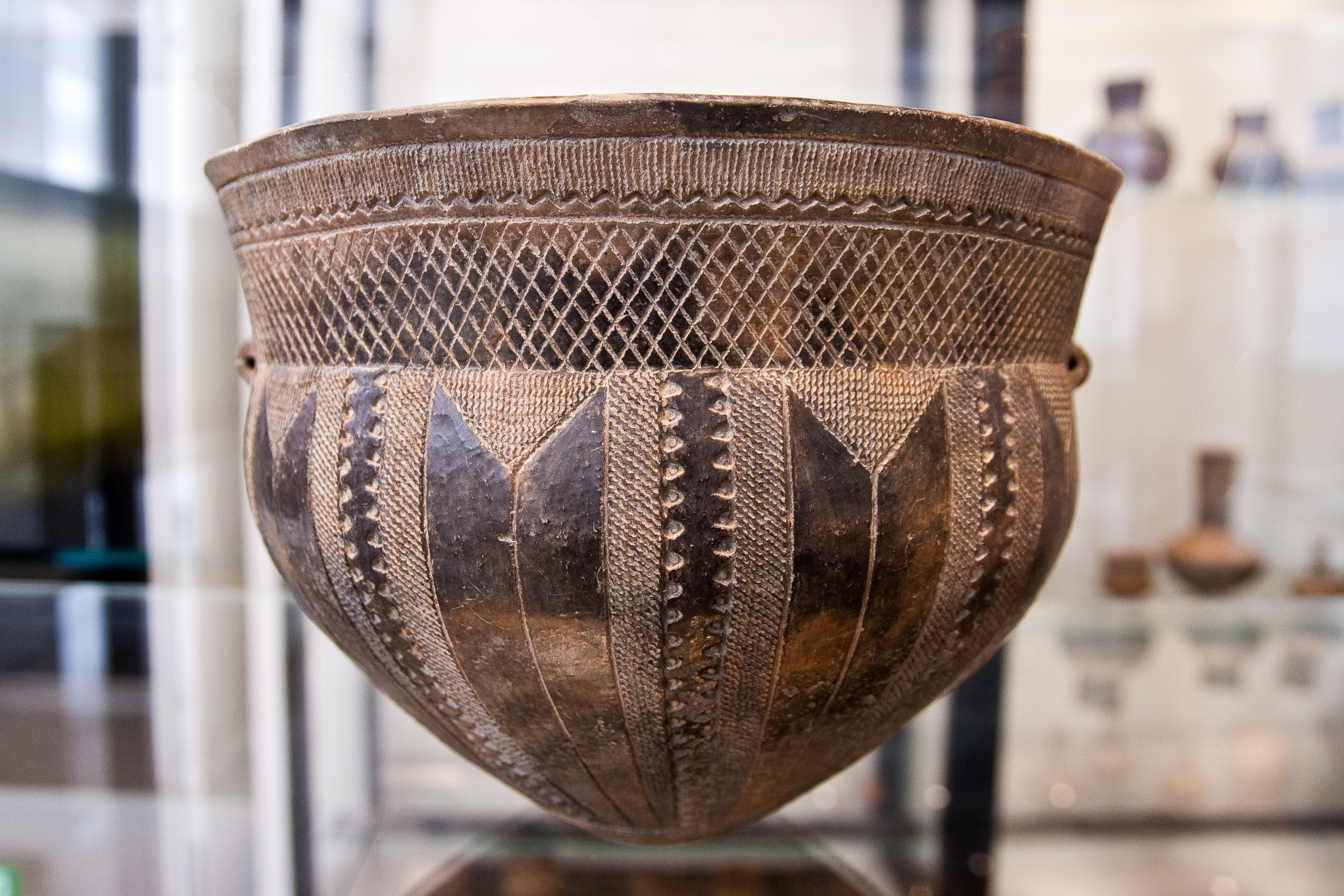
Vasija de Skarpsalling, motivo utilizado en el reverso de los billetes de 50 coronas desde 2009.

El billete de 50 coronas danesas es el billete de menor denominación de todos los utilizados de Dinamarca. Tiene unas medidas de 125 x 72 mm.

## Características
El billete se comenzó a emitir el 11 de agosto de 2009. Los colores utilizados en el billete son el morado y el azul. El billete ofrece una imagen del puente Sallingsund de 1978, que une la península de Salling con la isla de Mors, en el anverso y la vasija Skarpsalling, hecha en barro y de origen de Jutlandia, fabricado en el 3000 a. C., y encontrada en una cámara funeraria en el año 1891 en el reverso.
Entre las medidas de seguridad de los billetes están un hilo de seguridad, un patrón ondulante, un sofisticado holograma que refleja la luz en diferentes colores, una marca de agua y un hilo de seguridad oculto.